# Tésamoréline
La tésamoréline, vendue sous le nom de marque Egrifta.

## Usage médical
La tésamoréline est un médicament utilisé pour traiter la lipodystrophie associée au VIH   , et plus particulièrement l'excès de graisse abdominale. Elle est administrée par injection sous la peau.

## Effets secondaires
Les effets secondaires courants comprennent des douleurs articulaires, des rougeurs au site d'injection et un gonflement des jambes, d'autres effets secondaires peuvent inclure des réactions allergiques et le cancer . L'utilisation pendant la grossesse peut nuire au fœtus. Il s'agit d'une forme fabriquée de l'hormone de libération de l'hormone de croissance .

## Histoire
La tésamoréline a été approuvée pour un usage médical aux États-Unis en 2010. Elle n'est pas approuvée en Europe. Aux États-Unis, il en coûte environ 6 400 USD par mois à partir de 2021.